# Timur Boguslavskij
Timur Irekovič Boguslavskij (in russo Тимур Ирекович Богуславский?; Kazan', 30 aprile 2000) è un pilota automobilistico russo, due volte vincitore assoluto del GT World Challenge Europe, nel 2020 e 2023, con la Mercedes-Benz.

## Carriera
Boguslavskij inizia la sua carriera nel 2015 partecipando a diverse competizioni nazionali vincendo la Canyon Cup e la Tatarstan Circuit Racing Cupnel 2016. Dal 2017 inizia anche a competere a livello internazionale correndo nella European Le Mans Series. Nel 2019 ottiene la vittoria del Lamborghini Super Trofeo Medio Oriente vincendo sei corse sulle sei disputate.

### GT World Challenge Europe
Nel 2020 passa al GT World Challenge Europe correndo sia nella Endurance Cup e Sprint Cup con AKKodis ASP Team. Nella Sprint Cup ottiene due vittorie in coppia con Raffaele Marciello ed chiude secondo dietro l'Audi di Dries Vanthoor e Charles Weerts. Grazie il quinto posto in classifica Endurance Cup Boguslavskij vince nella classifica assoluta del campionato.
L'anno seguente continua con AKKodis ASP Team nel campionato, nella Sprint Cup ottiene altre quattro podi ed chiude terzo in classifica. Inoltre partecipa alla 24 Ore di Spa, la 8 Ore di Indianapolis e alla 9 Ore di Kyalami dove ottiene la vittoria.
Nel 2022 Boguslavskij è costretto a correre senza bandiera come pilota neutrale per le sanzioni della FIA prese dopo Invasione russa dell'Ucraina. Nella Sprint Cup, sempre affiancato da Raffaele Marciello, ottiene tre vittorie ed chiude secondo di nuovo dietro a Vanthoor e Weerts. Per la stagione 2023 torna a gareggiare sia nella Sprint e sia nella Endurance. Nella prima, in coppia con Marciello ottiene quattro vittorie e chiude secondo in classifica dietro Mattia Drudi e Ricardo Feller. Nella serie endurance ottiene due vittorie e il secondo posto nella 24 Ore di Spa. Questi risultati portano Boguslavskij a vincere l'Endurance cup e la classifica assoluta della serie.

### Mondiale Endurance
Nel 2024, Boguslavskij rimane legato al team AKKodis ASP, passando al Campionato del mondo endurance, in cui partecipa nella Classe LMGT3 dividendo la Lexus RC F GT3 con Kelvin van der Linde e Arnold Robin.

## Risultati

### Risultati GTWCE Sprint Cup
| Anno | Team             | Auto                 | Classe | 1     | 2     | 3     | 4      | 5       | 6      | 7      | 8     | 9     | 10      | Punti | Pos. |
| ---- | ---------------- | -------------------- | ------ | ----- | ----- | ----- | ------ | ------- | ------ | ------ | ----- | ----- | ------- | ----- | ---- |
| 2020 | AKKodis ASP Team | Mercedes-AMG GT3 Evo | Pro    | MIS 8 | MIS 1 | MIS 6 | MAG 7  | MAG 2   | ZAN 11 | ZAN 3  | CAT 3 | CAT 3 | CAT 1   | 85    | 2°   |
| 2021 | AKKodis ASP Team | Mercedes-AMG GT3 Evo | Pro    | MAG 5 | MAG 3 | ZAN 2 | ZAN 25 | MIS 5   | MIS 2  | BRH 17 | BRH 6 | VAL 3 | VAL 18  | 61.5  | 3°   |
| 2022 | AKKodis ASP Team | Mercedes-AMG GT3 Evo | Pro    | BRH 3 | BRH 1 | MAG 2 | MAG 1  | ZAN 23  | ZAN 1  | MIS 2  | MIS 2 | VAL 7 | VAL 3   | 111.5 | 2°   |
| 2023 | AKKodis ASP Team | Mercedes-AMG GT3 Evo | Pro    | BRH 1 | BRH 6 | MIS 1 | MIS 4  | HOC Rit | HOC 1  | VAL 1  | VAL 7 | ZAN 4 | ZAN Rit | 90.5  | 2°   |

### Risultati GTWCE Endurance Cup
| Anno | Team             | Auto                 | Classe | 1       | 2      | 3       | 4      | 5     | Punti | Pos. |
| ---- | ---------------- | -------------------- | ------ | ------- | ------ | ------- | ------ | ----- | ----- | ---- |
| 2019 | AKKodis ASP Team | Mercedes-AMG GT3     | Silver | MNZ 4   | SIL 10 | LEC 11  | SPA 17 | CAT 5 | 142   | 1°   |
| 2020 | AKKodis ASP Team | Mercedes-AMG GT3 Evo | Pro    | IMO 3   | NÜR 2  | SPA Rit | LEC 18 |       | 52    | 5°   |
| 2021 | AKKodis ASP Team | Mercedes-AMG GT3 Evo | Pro    | MNZ     | LEC    | SPA 10  | NÜR    | CAT   | 1     | 32°  |
| 2023 | AKKodis ASP Team | Mercedes-AMG GT3 Evo | Pro    | MNZ Rit | LEC 1  | SPA 2   | NÜR 1  | CAT 5 | 104   | 1°   |

### Risultati nel WEC
| Anno    | Squadra           | Classe | Vettura        | QAT | IMO | SPA | LMS | SÃO | COA | FUJ | BHR | Punti | Pos. |
| ------- | ----------------- | ------ | -------------- | --- | --- | --- | --- | --- | --- | --- | --- | ----- | ---- |
| 2024    | Akkodis ASP Team  | LMGT3  | Lexus RC F GT3 | Rit | 14  |     | 6   |     |     |     |     | 16    | 24°  |
| Anno    | Squadra           | Classe | Vettura        | QAT | IMO | SPA | LMS | SÃO | COA | FUJ | BHR | Punti | Pos. |
| 2025    | The Bend Team WRT | LMGT3  | BMW M4 GT3     | 3   | 12  | Rit | Rit |     |     |     |     | 23*   |      |
| Legenda |                   |        |                |     |     |     |     |     |     |     |     |       |      |

* Stagione in corso.

### 24 Ore di Le Mans
| Anno | Team              | Co-pilota                    | Vettura    | Classe | Giri | Pos. | Class Pos. |
| ---- | ----------------- | ---------------------------- | ---------- | ------ | ---- | ---- | ---------- |
| 2025 | The Bend Team WRT | Augusto Farfus Yasser Shahin | BMW M4 GT3 | LMGT3  | 168  | Rit  | Rit        |

## Palmarès
- 2  GT World Challenge Europe (2020, 2023)
- 1  GT World Challenge Europe Endurance Cup (2023)
- 1  Lamborghini Super Trofeo Medio Oriente (2019)
- 1  Tatarstan Circuit Racing Cup (2016)